# Stenochalcis miltoni
Stenochalcis miltoni är en stekelart som först beskrevs av Girault 1927.  Stenochalcis miltoni ingår i släktet Stenochalcis och familjen bredlårsteklar. Inga underarter finns listade i Catalogue of Life.